# New York Athletic Club
Le New York Athletic Club (abrégé NYAC ; en français : le club athlétique de New York) est à la base un Gentlemen's club devenu club d'athlétisme fondé en 1868. Il compte actuellement environ 8 600 membres et est basé dans le Midtown à Manhattan au 180 Central Park South.
Le club édite un journal, The Winged Foot.

## Histoire
Le club est fondé en 1868 par John Babcock, Henry Buermeyer et William Curtis. Il organise quelques années plus tard, en 1878 ses premiers Jeux du New York Athletic Club qu'on surnomme alors Jeux olympiques modernes, et qui sont trimestriels. Appréciés, ces jeux réunissent dès leur seconde édition près de 5 000 spectateurs malgré le froid de l'hiver.
En 1876, le NYAC crée et organise les premiers championnats des États-Unis d'athlétisme, organisation reconduite pendant deux ans, à New York, avant de laisser leur organisation à la National Association of Amateur Athletes of America. Ces championnats sont alors uniquement masculins et se dérouleront à New York jusqu'en 1887.
Le 18 décembre 2011, le siège du club brûle blessant une personne.

### Palmarès
Le New York Athletic Club a gagné à travers ses athlètes près de 230 médailles olympiques dont 120 d'or. En outre, une équipe aux couleurs du NYAC a remporté le Cross par équipe des Jeux olympiques d'été de 1904.

## Membres
Troisième des championnats du monde de 2011, Jillian Camarena-Williams est licencié au New York AC.